# Scilla berthelotii
Scilla berthelotii är en sparrisväxtart som beskrevs av Philip Barker Webb och Sabin Berthelot. Scilla berthelotii ingår i släktet blåstjärnesläktet, och familjen sparrisväxter. Inga underarter finns listade i Catalogue of Life.